# راکسی
راکسی (به انگلیسی: Roxxxy) یک زن مصنوعی است که برای اولین بار توسط یک شرکت سازنده عروسک‌های سکسی در نمایشگاه وسایل سرگرمی بزرگسالان در لس آنجلس، ارائه شد. این می‌تواند با صاحب خود صحبت کند.

## قابلیت‌ها
Roxxxy حسگرهای بسیار حساسی دارد که به لمس کردن واکنش نشان می‌دهند. بنابراین، وقتی که آن را لمس کنید او می‌تواند واکنش نشان دهد و حرف بزند در حافظه Roxxxy مجموعه‌ای از عبارات آماده قرار دارد که آن را قادر می‌سازد با توجه به الگوریتم‌های پیچیده‌ای که دارد به گفتگو بپردازد و با در نظر گرفتن محل‌های تماس انسان واکنش نشان دهد.
روکسی علاوه بر قابلیت اتصال به رایانه قابلیت اتصال به اینترنت را نیز داراست، به طوری که او می‌تواند چیزهای جدیدی یاد بگیرد، مالک ربات قادر است شخصیت و رفتار او را نیز انتخاب کند. ربات می‌تواند افراد را در اطراف خود تشخیص دهد.
به گفته مخترع روکسی وظیفه اصلی این ربات جنسی این است که با صاحب خود ارتباط برقرار کند.

## مرتبط
- عروسک سکس